# Diplocaulobium fariniferum
Diplocaulobium fariniferum là một loài thực vật có hoa trong họ Lan. Loài này được (Schltr.) Carr mô tả khoa học đầu tiên năm 1934.